# Polaca-do-alasca
A polaca-do-alasca ou merluza-do-alasca (Gadus chalcogrammus, sinônimo de Theragra chalcogramma) é uma espécie de peixe marinho do gênero bacalhau Gadus e da família Gadidae.
É um peixe de cardume semipelágico distribuído por grande parte do Pacífico Norte, com as maiores concentrações encontradas na parte leste do Mar de Bering, próximo ao Alasca.

## Nome e descrição científica
A polaca-do-alasca foi por muito tempo colocado em seu próprio gênero, Theragra, e classificado como Theragra chalcogramma, mas pesquisas em 2008 mostraram que ele é um parente próximo do bacalhau do Atlântico e, portanto, deveria ser colocado de volta no gênero Gadus. Em 2014, a Food and Drug Administration dos EUA anunciou que o nome científico oficial do peixe foi alterado de Theragra chalcogramma de volta para seu táxon original Gadus chalcogrammus, destacando essa estreita relação genética. Desde 2014, os registros de nomes científicos para espécies de peixes (por exemplo, a lista ASFIS das Nações Unidas e o Registro Mundial de Espécies Marinhas (WoRMS) adotam o nome Gadus chalcogrammus.
A mudança do nome científico foi seguida de uma discussão para mudança do nome comum, destacando o peixe como membro do gênero dos bacalhaus. Embora pertença à mesma família dos escamudos do Atlântico (também chamados de palocos ou polacas), a polaca-do-alasca não é membro do género Pollachius, mas sim do género do bacalhau, Gadus . Alguns nomes comerciais alternativos destacam sua presença no gênero dos bacalhaus, sendo apelidada de "bacalhau da neve" (snow cod), "bacalhau olhudo" (bigeye cod), ou transformações diretas dos nomes científicos, como "bacalhau de cobre" (copper cod). Gadus significa 'bacalhau', em latim: chalco-, do em grego:  khalkós que significa 'cobre', e em grego:  grammí que significa 'linha' ) ou "bacalhau menor" (lesser cod, do táxon sinônimo Gadus minor ). Esses nomes ainda não encontraram ampla aceitação. A Administração Nacional Oceânica e Atmosférica dos Estados Unidos da América afirma ainda que “[o nome comum] pode nunca mudar, pois os nomes comuns são separados dos nomes científicos”.
Além disso, a polaca-da-noruega (Theragra finnmarchica), um peixe raro das águas norueguesas, provavelmente correponde à mesma espécie que a polaca-do-alasca.

## Ecologia
A coloração salpicada da polaca-do-alasca torna mais difícil para os predadores vê-las quando estão próximas ao fundo arenoso do oceano. São peixes de crescimento relativamente rápido e de vida curta, representando um importante componente biológico do ecossistema do Mar de Bering. Verificou-se que a pesca de polacas-do-alasca aumenta a três anos após verões tempestuosos. O racional é que as tempestades agitam os nutrientes, e isso faz com que o fitoplâncton seja abundante por mais tempo, o que por sua vez permite que mais filhotes do peixe sobrevivam. A polaca-do-alasca tem músculos de tamborilar bem desenvolvidos que os peixes usam para produzir sons durante a corte, como muitos outros gadídeos.

### Alimentação
O principal fator na determinação do comportamento de forrageamento da polaca-do-alasca é a idade. Os jovens podem ser divididos em dois subgrupos, aqueles com comprimentos menor que 60 mm e aqueles maiores. Ambos os grupos alimentam-se principalmente de copépodes, mas os maiores também comem krill. Portanto, o esgotamento de alimentos tem um efeito maior nos peixes menores, que têm menos opções alimentares.
As polacas-do-alasca apresentam migrações verticais diária, seguindo o movimento sazonal de seus alimentos. Sua profundidade média também muda com as estações. Originalmente, a mudança na profundidade era atribuída à quantidade de luz ou à temperatura da água, mas, depois descobriu-se que o movimento das espécies que lhe servem de alimento. Em agosto, quando o alimento está mais presente na superfície, elas serão encontradas em profundidades mais rasas. Em novembro, elas são encontrados mais profundamente junto com sua fonte de alimento planctônico.

## Distribuição

### As polacas-do-alasca no Oceano Pacífico
Os principais habitats da polaca-do-alasca são as áreas costeiras do Pacífico Norte, especialmente as águas ao longo do Alasca (Mar de Bering Oriental, Golfo do Alasca, Ilhas Aleutas), bem como ao longo da Rússia, Japão e Coreia (Mar de Bering Ocidental e Mar de Okhotsk). As maiores concentrações de são encontradas na parte leste do Mar de Bering.

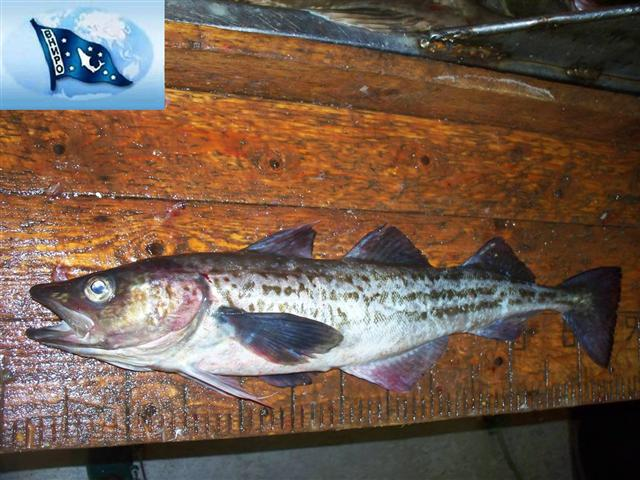
Peixe do Mar de Barents, inicialmente descrito como da espécie própria Theragra finnmarchica (polada-da-noruega), mas agora é conhecido por ser geneticamente idêntico ao Gadus chalcogrammus

Populações mínimas de peixes geneticamente idênticos ao Gadus chalcogrammus são encontradas no Mar de Barents, no norte da Noruega e na Rússia. Este peixe foi inicialmente descrito como uma espécie própria sob o táxon Theragra finnmarchica pelo zoólogo norueguês Einar Koefoed em 1956. O nome comum usado para o peixe era "polaca-da-noruegea" (Norway pollock). Análises genéticas mostraram que o peixe é geneticamente idêntico à polaca-do-alasca. É, portanto, considerado co-específico com as espécies do Pacífico e é atribuído a Gadus chalcogrammus . A história da espécie no Mar de Barents é desconhecida.

## Estoques de pesca

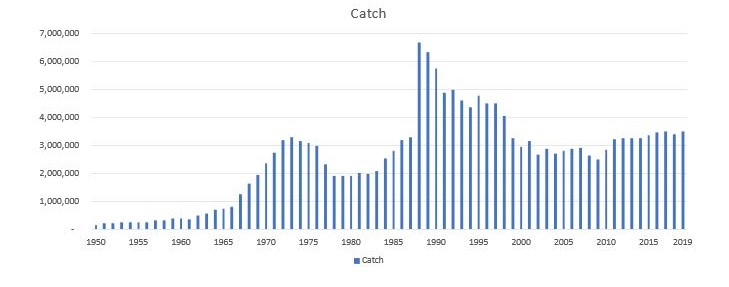
Captura global em toneladas relatada pela FAO, 1950–2019

Os estoques de polaca-do-alasca foram considerados no início dos anos 2000 como "a maior fonte remanescente de peixes palatáveis no mundo". Por volta de 3 milhões de toneladas são capturadas todos os anos no Pacífico Norte, do Alasca ao norte do Japão. A polaca-do-alasca é a segunda espécie do mundo, depois da anchoveta peruana, em termos de captura total.

As chegadas de polaca-do-alasca são maiores de qualquer outra espécie de peixe nos EUA, com a captura média anual do Mar de Bering Oriental entre 1979 e 2022 sendo de 1,26 milhão de toneladas. As capturas de polaca-do-alasca provenientes da pesca nos EUA têm sido relativamente consistentes em aproximadamente 1,3 milhões de toneladas por ano, em média 92% no Mar de Bering e 8% no Golfo do Alasca. A cota de cada ano é ajustada com base nas avaliações dos estoques realizadas pelo Alaska Fisheries Science Center para evitar a sobrepesca. Por exemplo, as cotas foram reduzidas entre 2008 e 2010 no Mar de Bering devido ao declínio das unidades populacionais.

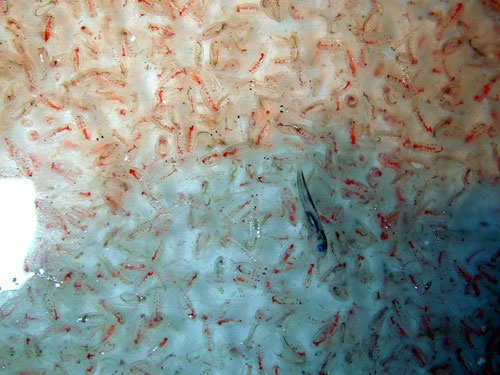
alevinos
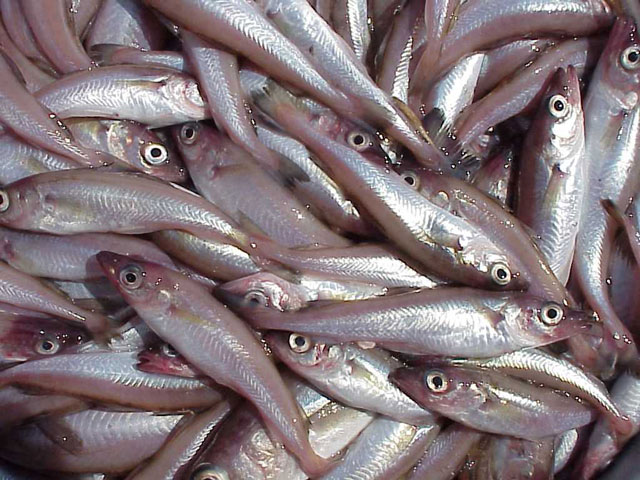
jovens
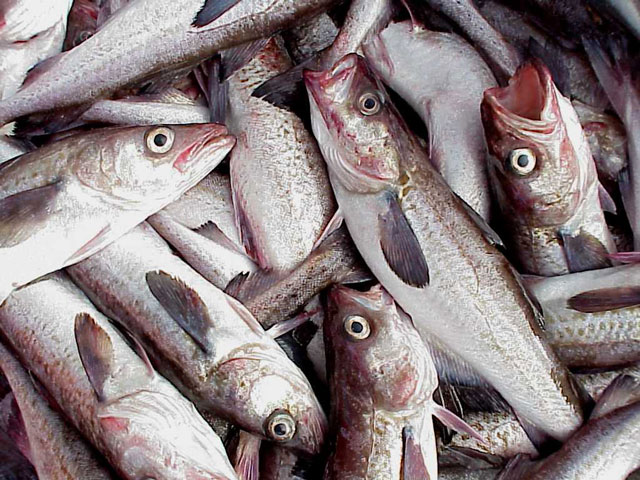
adultas
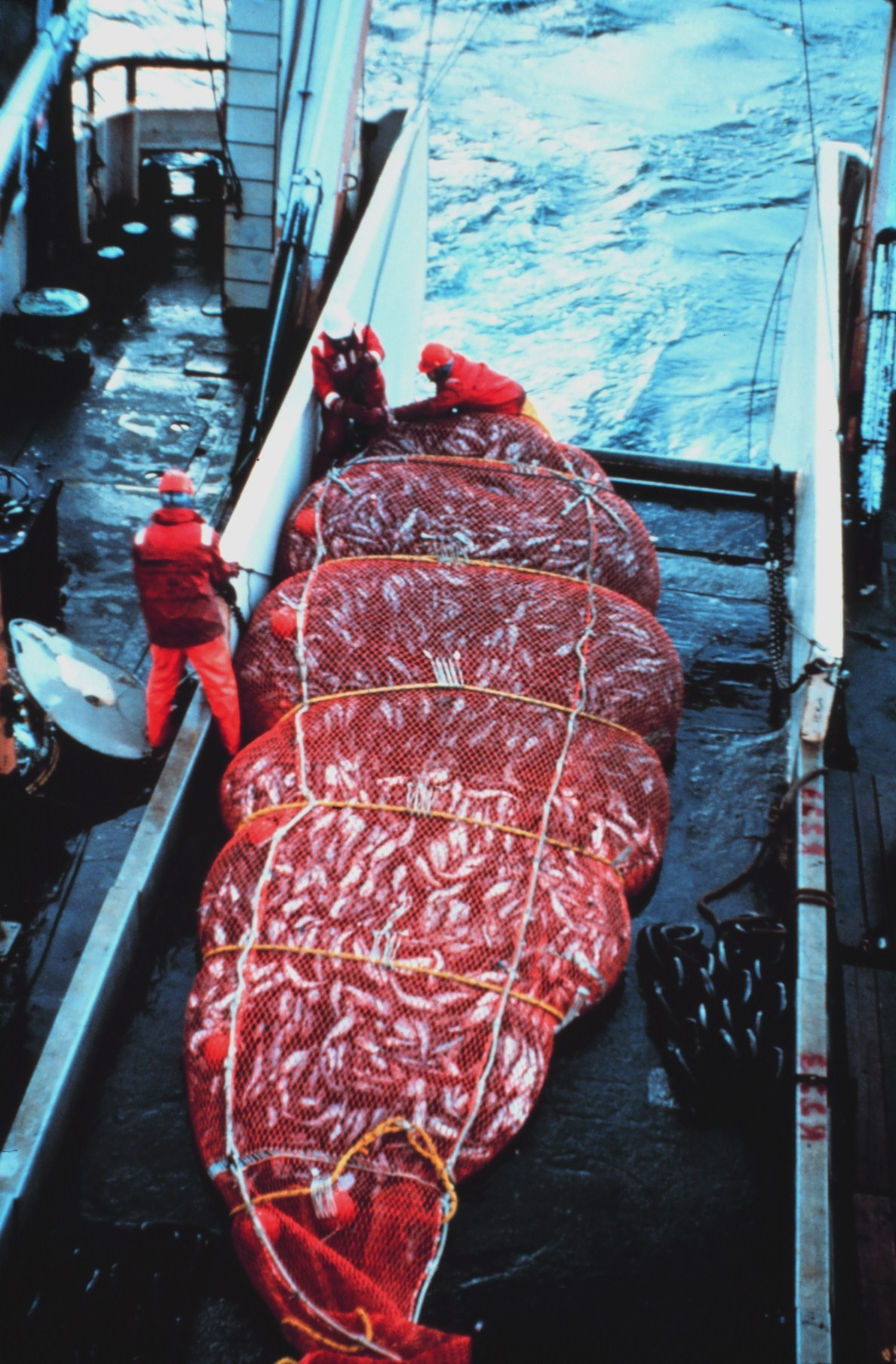
7,3 toneladas de polaca-do-alasca

## Como alimento
Comparado com outras espécies de bacalhau e escamudos, a polaca-do-alasca tem sabor mais suave, cor mais branca e menor teor de óleo.

### Filés

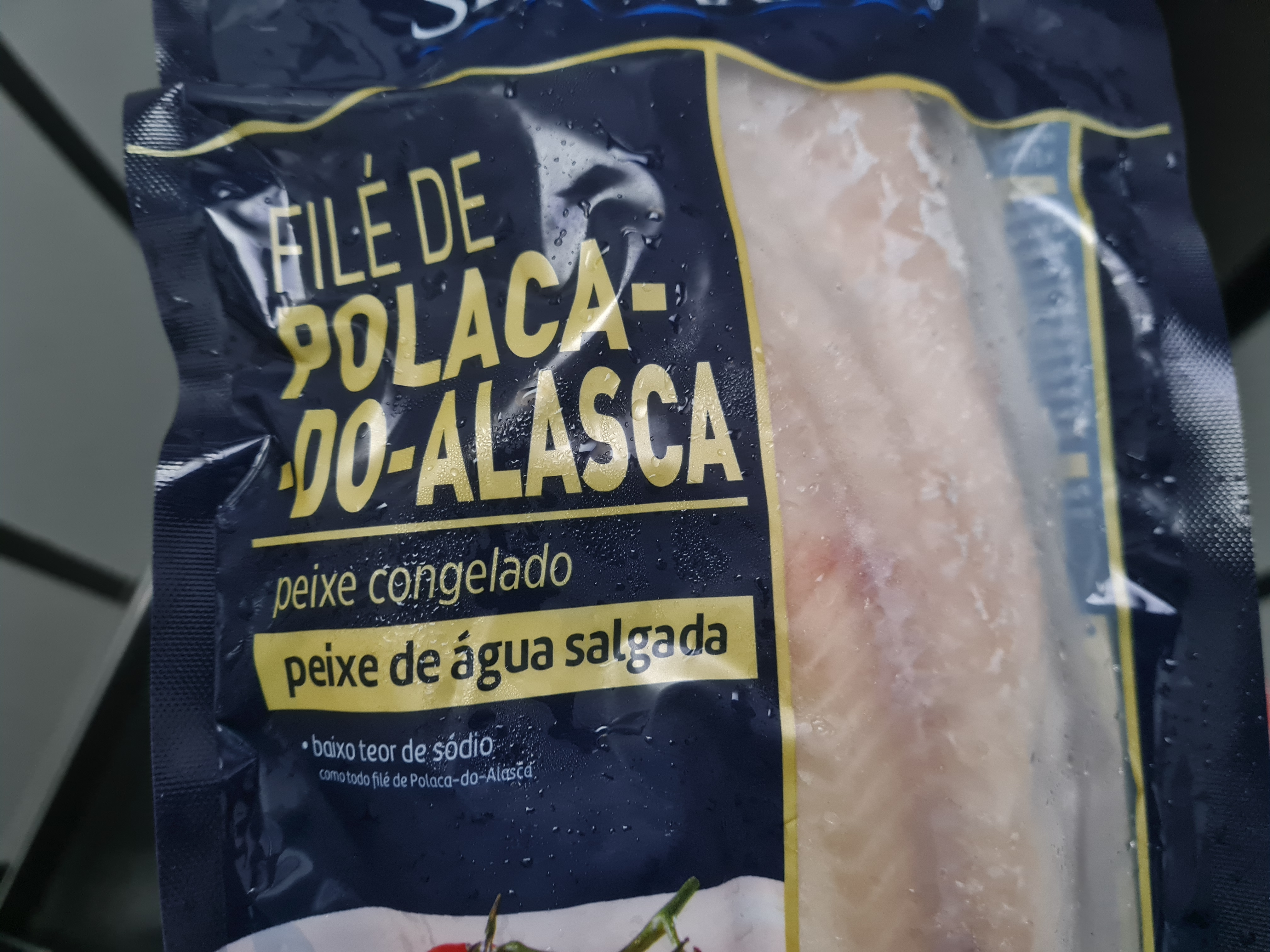
Um pacote de polacas-do-alasca vendidas em São Paulo, Brasil.

Filés inteiros de polaca-do-alasca podem ser colocados em camadas e ultracongelados para produzir blocos de peixe usados em toda a Europa e América do Norte como matéria-prima para produtos de peixe qualidade. Filés duplamente congelados ou pedaços de qualidade inferior também podem ser congelados em blocos e usados como matéria-prima para palitos de peixe empanados.
Avaliações do ciclo de vida da pegada de carbono da polaca-do-alasca já foram feitas, e os produtores do peixe afirmam que ela tem uma pegada de carbono menor e fornece mais proteína por quilograma de emissões de gases de efeito estufa do que muitas outras proteínas animais, incluindo carne bovina, frango e bacalhau.
A polaca-do-alasca é comumente usada na indústria de fast food em produtos como o sanduíche McFish, o Big Fish do Burger King Sandwich, Wendy's Crispy Panko Fish Sandwich, entre outros. Alguns destes itens são ofertas sazonais para coincidir com o calendário da Quaresma, onde a procura de produtos de origem marinha é maior.

### Surimi
A polaca-do-alasca congelada é considerada a principal matéria-prima para osurimi. O uso mais comum de surimi nos Estados Unidos é a "imitação de carne de caranguejo".

### Ovas de polaca

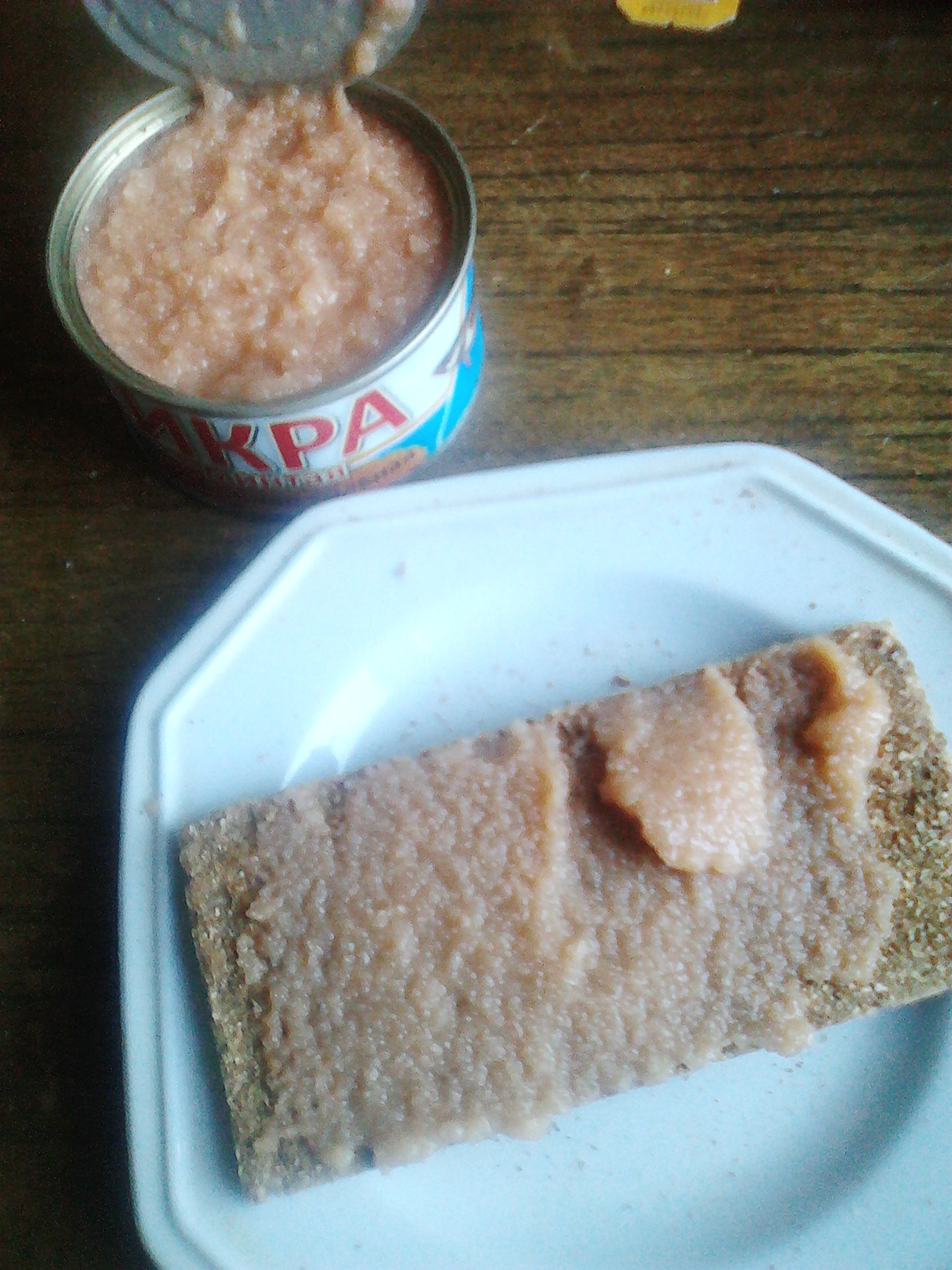
Ovas de polaca-do-alasca servidas com biscoito de centeio (Rússia)

As ovas de polaca são um ingrediente culinário popular na Coréia, Japão e Rússia. Na Coreia, as ovas são chamadas de myeongnan ( 명란, literalmente 'ovas de polaca-do-alasca'), e as ovas salgadas são chamadas de myeongnan-jeot ( 명란젓</link> , literalmente 'jeotgal de ovas de polaca-do-alasca ' ). A comida foi introduzida no Japão após a Segunda Guerra Mundial, e desde então tem sido chamada mentai-ko (明太子) em japonês. Uma versão mais suave e menos picante é geralmente chamada de tarako (鱈子). Na Rússia, as ovas de polaca-do-alasca são consumidas como pastinha para sanduíches. O produto, que lembra uma pasta líquida devido ao pequeno tamanho dos ovos e do óleo adicionado, é vendido em lata.

### Use como alimento naCoreia

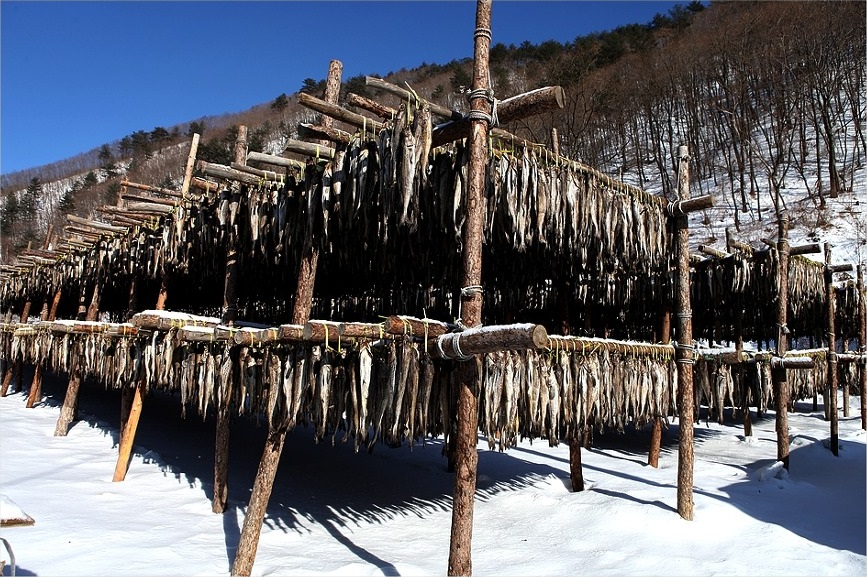
Secagem de hwangtae no inverno

A polaca-do-alasca é considerada o "peixe nacional" da Coreia. O nome coreano do peixe, myeongtae ( 명태,明太), também se espalhou para alguns países vizinhos: é chamado mintay (минтай) na Rússia e suas ovas são chamadas de mentaiko (明太子) no Japão, embora o nome japonês para o peixe em si seja suketōdara (介党鱈). Na Coreia, myeongtae é chamado por trinta nomes adicionais, incluindo saengtae ( 생태, fresco), dongtae ( 동태 , congelado), bugeo ( 북어, seco), hwangtae ( 황태, seco no inverno com repetidos congelamentos e descongelamentos), nogari ( 노가리, jovens secos) e kodari ( 코다리 , jovem meio seco).
Há registros de coreanos comento polacas-do-alasca desde era Joseon. Uma das primeiras menções vem de Seungjeongwon ilgi (Diário do Secretariado Real), onde uma entrada de 1652 afirmava: "A administração deveria ser rigorosamente interrogada por trazer ovas de polaca em vez de ovas de bacalhau." As polacas-do-alasca eram os peixes mais comumente capturados na Coreia em 1940, quando mais de 270.000 toneladas foram capturadas em pescarias Mar do Japão . Em 2016, estimam-se que 260.000 toneladas do peixe eram consumidos na Coreia do Sul anualmente. Hoje em dia, porém, o consumo da espécie na Coreia do Sul depende fortemente da importação da Rússia, devido ao aumento da temperatura da água dos mares. Em 2019, a Coreia do Sul impôs uma proibição total da pesca das polacas “para ajudar a repor os estoques esgotados” do peixe.